# الكواسر (مسلسل)
الكواسر  مسلسل سوري من نمط الميلودراما التاريخية التي عرفت بوصف الفانتازيا. وهو من بطولة أسعد فضة - سلوم حداد - رشيد عساف - سوزان نجم الدين - عزيز اسكندر - محمد حداقي - صبا مبارك - لينا حوارنة - مها المصري - ديما بياعة - نادين سلامة نجم نضال.
يعتبر هذا المسلسل الجزء الثاني من مسلسل الجوارح، كتبه هاني السعدي وأعد الموسيقى التصويرية طارق الناصر والمسلسل من إخراج نجدة إسماعيل أنزور وإنتاج مركز دبي للأعمال الفنية التابع لتلفزيون دبي عام 1998.

## ملخص المسلسل
بداية هذا الجزء كانت بعودة ابن الوهاج إلى قبيلته مع ابنته العنقاء وولده الباشق اما اسامه فقد مات وعُقاب بقي في قبيلة الاشعث ولم يعد معهم وهكذا انتهى دوره في هذا الجزء كانت هناك قبيلة تتشكل من مجموعة لصوص تسمى بقبيلة شقيف تهاجم وتفتك بجميع القبائل يذبحون الأطفال قبل الرجال والنساء قبل المقاتلين يعثر شقيف على طفل صغير مع عنيزه وهذا الطفل هو ليث ابن اسامه ابن الوهاج عندما حس ابن الوهاج بالذنب لانه قتل ولده اسامه قرر البحث عن حفيده ليث ليحل مكان ابيه هاجم شقيف قبيلة ابن الوهاج ومعه الكاسر (ليث سابقاً) كانوا يظنون انها مثل باقي القبائل وانهم سوف ينهبون منها كيف مايشائون ولكنهم تفاجأوا بفرسان الجوارح الذين طلعوا لهم من كل جهه فهزموهم شر هزيمة وانسحبوا خاسرين ولم يعلموا آل الوهاج من هاجمهم وتمضي الايام ويجد شقيف رجلاً عربي يدعى خالد فياكل من زاده ثم يقتل اهله جميعاً دون رحمه فما كان من خالد الا الثأر والانتقام فطعنه طعنه جعلته عقيماً ثم وضع لهم سمهين عند باب بيته اشاره إلى التهديد ثم سرق جواده وقتل فرسانه وعندما قرر قتل شقيف قبض عليه رجاله وقبلها كان شقيف قد هاجم قبيلة الاشعث التي يقطنها عُقاب ابن الوهاج فقتل الاشعث وقتل حفيده وقتل ابن عقاب وهو شاهين فذهب ضرار ابن الاشعث إلى آل الوهاج ليخبرهم بما حدث ويطلب منهم العون على شقيف وأخبرهم بان عقاب قد مات بمرض الطاعون وان ولده الصغير قد قٌتل على يد شقيف عندها وعده ابن الوهاج بالنصرة فذهبوا على رأس جيش كبير لقتل شقيف وكان الباشق هو قائد الجيش ولكنه كان ماكرا فلقد سقط امامهم مقتول وبعد أن ذهبوا قام وجهز للانتقام منهم اما الكاسر فقد اتت به الصدفة إلى قبيلة الوهاج ليعالج صديقه اكاي وهناك أحبته هديل وخرج يغتسل فنزع الملابس ورات امه الوشم الذي على كتفه فتم التعرف إليه انه ليث ابن اسامه التقى جيش الكواسر بقيادة شقيف وجيش الجوارح بقيادة خالد والباشق فقتل خالد شقيف وقطع ذريته وانتصر آل الوهاج ومات شقيف.

## فريق العمل

### المؤلف
- هاني السعدي.

### المخرج
- نجدة إسماعيل أنزور.

المونتاج: يوسف عثمان

### الممثلين
- اسعد فضة (ابن الوهاج).
- سلوم حداد (شقيف بن شامان).
- صباح عبيد (الباشق).
- لينا حوارنة (العنقاء).
- سعد مينه (شاهين).
- صبا مبارك (بثينة).
- عبد الرحمن أبوالقاسم (ابن الرومية).
- رشيد عساف (خالد).
- سوزان نجم الدين (سلافة).
- يوسف المقبل (والد - زمردة).
- نادين سلامة (زمردة).
- جهاد سعد (أكاي).
- مها المصري (خولة).
- نضال نجم (ليث الكاسر - الكبير).
- سامي درويش (ليث الكاسر - الصغير).
- طوبال زكرياء (ليث الكاسر - الطفل).
- نجاح العبد الله (عنيزة).
- غسان نعسان (حطيئة - زوج عنيزة).
- ورد الخال (نسيمة).
- عابد فهد (ضرار) (ضيف شرف).
- عادل أبو حسون (جلمود).
- روعة السعدي (هديل - الصغيرة).
- ديما بياعة (هديل - الكبيرة).
- زهير درويش (أتارك).
- إياد أبو الشامات (شارك).
- سهيل حداد (الأبرش).
- محمد حداقي (ثعلبة).
- فادي صبيح (قصير).
- عدنان أبو الشامات (عروة).
- عزيز اسكندر (تورشان).
- أمجد الحسين (حبيب).
- حسن اسرب (ريموس).
- هاشم غزال (الرجل الذي وشم الكاسر وشقيف).

## طالع كذلك
- الجوارح (مسلسل).
- البواسل (مسلسل).